# Nana Akufo-Addo

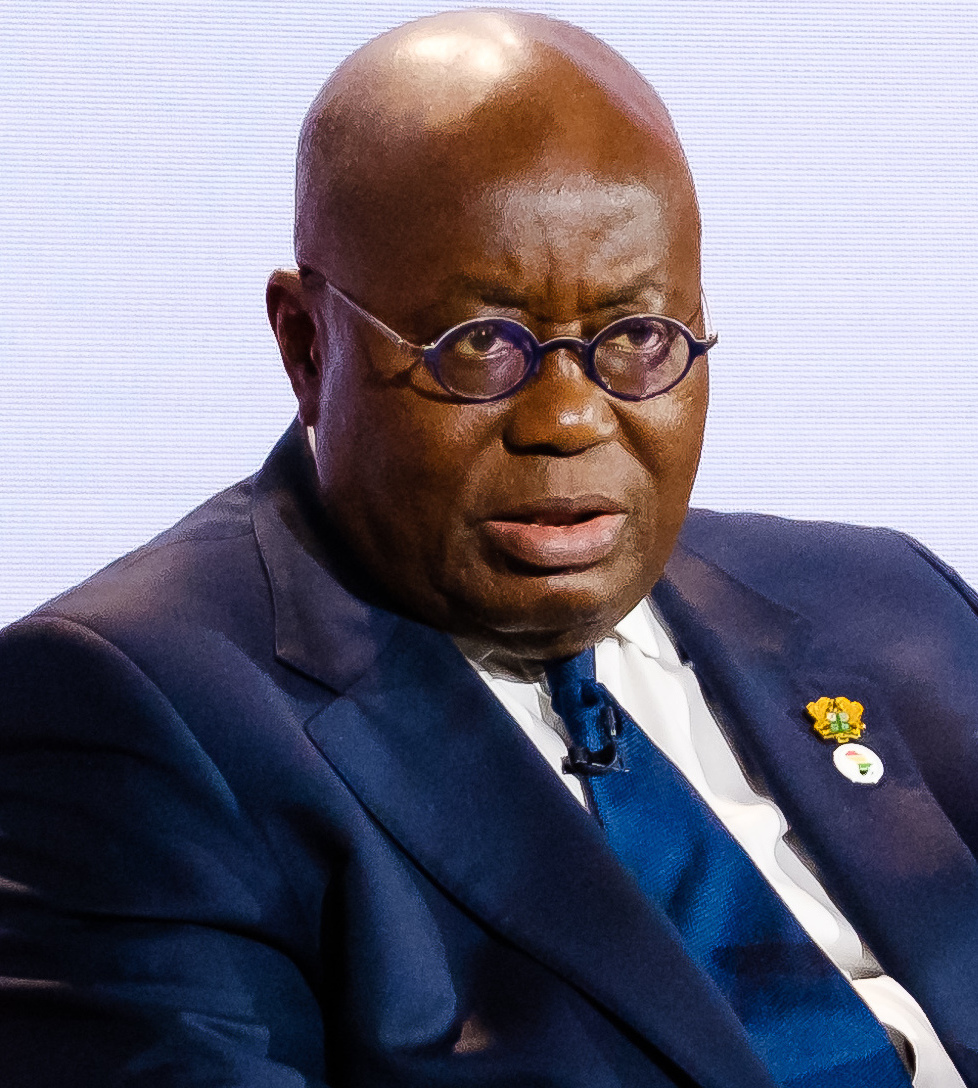
Nana Addo Dankwa Akufo-Addo (2020)

Nana Addo Dankwa Akufo-Addo (* 29. März 1944 in Accra) ist ein ghanaischer Politiker (NPP). Er war vom 7. Januar 2017 bis zum 7. Januar 2025 Präsident der Republik Ghana. Zuvor war er von 2001 bis 2003 Justizminister und Attorney General Ghanas, anschließend bis Juli 2007 Außenminister. Er war bereits bei den Präsidentschaftswahlen 2008 und 2012 Kandidat seiner Partei, unterlag aber den Präsidenten John Atta Mills und John Dramani Mahama.

## Herkunft und Ausbildung
Akufo-Addo entstammt einer einflussreichen Familie aus dem Volk der Akyem. Er ist das älteste von vier Kindern von Adeline und Edward Akufo-Addo, dem ehemaligen Obersten Richter (Chief Justice) und Präsidenten der Zweiten Republik Ghanas. Seine Mutter Adeline (geb. Nana Yeboakua Ofori-Atta) war eine Tochter des Königs (Okyenhene) Ofori Atta I. von Akyem Abuakwa und Schwester von William Ofori-Atta, einem berühmten ghanaischen Unabhängigkeitsverfechter und späteren Außenminister Ghanas. Der Unabhängigkeitskämpfer J. B. Danquah war Akufo-Addos Großonkel. Somit ist er mit drei der „Big Six“ verwandt, die 1947 die United Gold Coast Convention (UGCC) gründeten und eine wichtige Rolle bei der Unabhängigkeit Ghanas spielten.
Akufo-Addo besuchte das Lancing College in Sussex, England, wo er das O-Level und A-Level ablegte. Er nahm 1962 ein Studium der Philosophy, Politics and Economics an der Universität Oxford auf, was er jedoch nach kurzer Zeit abbrach. Nach Ghana zurückgekehrt, unterrichtete er an der privaten Accra Academy und studierte ab 1964 Wirtschaftswissenschaften an der Universität von Ghana in Legon (bei Accra), die er im Jahr 1967 mit dem Bachelor abschloss. Anschließend ging er erneut nach England und ließ sich dort zum Anwalt ausbilden.

## Anwaltskarriere
Im Juli 1971 wurde Akufo-Addo in die englische Anwaltskammer Inner Temple in London aufgenommen, im Jahr 1975 folgte die Aufnahme in die ghanaische Rechtsanwaltskammer (Ghanaian Bar).
In der Anwaltskanzlei Coudert Frères (auch Coudert Brothers) in Paris war er zwischen 1971 und 1975 tätig, zwischen 1975 und 1979 war Akufo-Addo Junior-Mitglied der Kanzlei U. V. Campbell, bevor er als Mitbegründer und Senior-Partner der Prempeh & Co. tätig wurde.
Von 1989 bis 1991 war er Vizepräsident der Rechtsanwaltskammer in der Greater Accra Region (Greater Accra Regional Branch of Ghana Bar Association), im Jahr 1991 folgte die Präsidentschaft dieser Regionalen Kammer der Rechtsanwälte. Zwischen 1991 und 1996 war Akufo-Addo Mitglied des General Legal Council (Rechtsrat des Staates Ghana) und in der gleichen Zeit Mitglied des Generalrates der ghanaischen Rechtsanwaltskammer (General Council of Ghana Bar Association).

## Politische Karriere
In den Jahren 1977 und 1978 war er Generalsekretär der People’s Movement for Freedom and Justice (PMFJ). Diese führte die „Nein“-Kampagne beim Referendum über eine Einheitsregierung und trug zum Rücktritt des Militärdiktators Ignatius Kutu Acheampong bei. Nach dem Referendum musste Akufo-Addo zeitweilig ins Exil nach Europa gehen, kommentierte aber regelmäßig das politische Geschehen in Ghana im BBC World Service und wurde so eine der bekanntesten Stimmen der ghanaischen Demokratiebewegung.
Akufo-Addo war 1991 Vorsitzender des Organisationskomitees des Danquah-Busia Memorial Club, der sich der Erinnerung und den Idealen seines Großonkels J. B. Danquah und des ehemaligen Premierministers Kofi Abrefa Busia von der Progress Party widmete. Aus diesem Club ging nach der Rückkehr zur Mehrparteiendemokratie 1992 die liberal-konservative New Patriotic Party (NPP) hervor, deren nationalem Vorstand Akufo-Addo seither angehörte. Zudem managte er zur Präsidentschaftswahl 1992 den Wahlkampf seines Parteikollegen Albert Adu Boahen, der jedoch dem bisherigen Staatschef Jerry Rawlings vom National Democratic Congress (NDC) unterlag. Außerdem war Akufo-Addo Gründer und von 1992 bis 2000 der erste Vorsitzende des Komitees für Menschen- und Volksrechte in Ghana (Ghana Committee on Human and People’s Rights). Er stand 1995 an der Spitze der Alliance For Change, die Massendemonstrationen gegen die Wirtschaftspolitik der Regierung Rawlings organisierte.
Bei der Parlamentswahl 1996 wurde Akufo-Addo als Vertreter des Wahlkreises Abuakwa ins ghanaische Parlament gewählt, dem er bis 2004 angehörte. Daneben war er Vorstandsmitglied im Komitee der NPP für Innere Angelegenheiten, Fragen des Rechts und der Verfassung, und einigen anderen Komitees. Im Vorfeld der Präsidentschaftswahl im Dezember 2000 bewarb sich Akufo-Addo um die Kandidatur der NPP, konnte sich aber nicht gegen seinen Parteikollegen John Agyekum Kufuor durchsetzen. Dieser gewann die Wahl zum Präsidenten und ernannte Akufo-Addo anschließend im Januar 2001 zum Justizminister und Attorney General (höchster Berater des Präsidenten für Fragen des Rechts und der Verfassung). 
Zwischen April 2003 und Juli 2007 hatte er den Posten des Außenministers in der Regierung Kuofor inne. Als Minister war er zudem für regionale Integration und für die Neue Partnerschaft für Afrikas Entwicklung (NEPAD) zuständig. Im Jahr 2003 war er Vorsitzender des Mediations- und Sicherheitsrats der Westafrikanischen Wirtschaftsgemeinschaft (ECOWAS), die bei den Friedensprozessen in Sierra Leone, Liberia, Elfenbeinküste und Guinea-Bissau vermittelte. Ab 2004 war er zudem im Friedens- und Sicherheitsrat der Afrikanischen Union (AU) vertreten. Bei der Parlamentswahl 2004 gewann er erneut einen Sitz, diesmal für den Wahlkreis Akim Abuakwa South. Als ghanaischer Außenminister war er 2007 Gastgeber des AU-Gipfeltreffens in Accra und wurde zum Vorsitzenden des Exekutivrats der Afrikanischen Union gewählt. Von 2006 bis 2007 hatte Ghana einen der nichtständigen Sitze im Sicherheitsrat der Vereinten Nationen inne. Akufo-Addo leitete die Sitzung des Sicherheitsrats im August 2006, auf der die Resolution 1701 beschlossen wurde, die Israel zum Rückzug aus dem Libanon aufforderte. In seiner Amtszeit wurde Ghana außerdem in den neuen UN-Menschenrechtsrat und die Kommission für Friedenskonsolidierung gewählt. Sein Amt als Außenminister legte Akufo-Addo zum 31. Juli 2007 freiwillig nieder, um sich innerhalb der NPP als Präsidentschaftskandidat zu bewerben. Sein Amtsnachfolger wurde der bisherige Vizeminister im Außenministerium Akwasi Osei Adjei.
In der ersten Runde der Präsidentschaftswahl 2008 lag Akufo-Addo mit 49,1 Prozent der Stimmen vorn, unterlag dann aber knapp in der Stichwahl mit 49,8 Prozent gegen John Atta Mills vom NDC. Vier Jahre später nominierte die NPP erneut Akufo-Addo als ihren Präsidentschaftskandidaten. Bei der Wahl 2012 kam er auf 47,7 Prozent der Stimmen, während John Dramani Mahama vom NDC die Wahl mit 50,7 Prozent bereits im ersten Wahlgang für sich entschied. Akufo-Addo leitete 2014 die Wahlbeobachtermission des Commonwealth of Nations bei der Parlamentswahl in Südafrika. Bei der Präsidentschaftswahl 2016 gewann er seinerseits im ersten Wahlgang mit 53,7 Prozent gegen Amtsinhaber Mahama. Bei der Präsidentschaftswahl 2020 setzte er sich mit 51,59 % erneut knapp gegen Mahama durch. 2021 gab Akufo-Addo bekannt, wie von der Verfassung vorgesehen nicht für eine dritte Amtszeit zu kandidieren und das Amt somit im Januar 2025 abzugeben.

## Ehrungen
Im November 2024 wurde zu Ehren Akufo-Addos in Sekondi (Western Region) im Beisein Nana Akufo-Addos eine Statue eingeweiht. Mit ihr soll der Präsident für seine Entwicklungsinitiativen geehrt werden.

## Sonstiges
Akufo-Addo ist, wie auch bereits sein Vater, Herausgeber der angesehenen ghanaischen Tageszeitung The Statesman.

## Familie
Akufo-Addo ist verheiratet und Vater von fünf Töchtern.
Er ist in dritter Ehe verheiratet mit Rebecca Akufo-Addo, Tochter des Sprechers im ghanaischen Parlament Jacob Hackenburg Griffiths-Randolph, mit der er eine Tochter hat. Zuvor war er in erster Ehe mit Remi Akufo-Addo verheiratet, einer Tochter des nigerianischen Juristen, Politikers und traditionellen Herrschers Remi Fani-Kayode. Diese erste Ehe wurde geschieden, beide Ehepartner haben zusammen zwei Töchter. In zweiter Ehe war Akufo-Addo mit Obaa Eleanor aus dem königlichen Haus der Dekyere (Botase) in Asante Mampong verheiratet. Im Alter von 39 starb die zweite Ehefrau von Akufo-Addo im Jahr 1993. Beide hatten zwei gemeinsame Töchter.